# (73799) 1995 MO6
(73799) 1995 MO6 – planetoida z pasa głównego asteroid okrążająca Słońce w ciągu 5,42 lat w średniej odległości 3,08 j.a. Odkryta 28 czerwca 1995 roku.